# Cloyes-sur-le-Loir
Cloyes-sur-le-Loir település Franciaországban, Eure-et-Loir megyében. Lakosainak száma 2690 fő (2018. január 1.). Cloyes-sur-le-Loir Saint-Jean-Froidmentel és Villebout községekkel határos.

## Népesség
A település népességének változása:
| Lakosok száma | 2762 | 2790 | 5838 | 2702 | 2690 |
|               | 2013 | 2015 | 2016 | 2017 | 2018 |